# Grande-Synthe
 Grande-Synthe  (en neerlandés Groot-Sinten) es una población y comuna francesa, en la región de Norte-Paso de Calais, departamento de Norte, en el distrito de Dunkerque. Es el chef-lieu del cantón de su nombre.

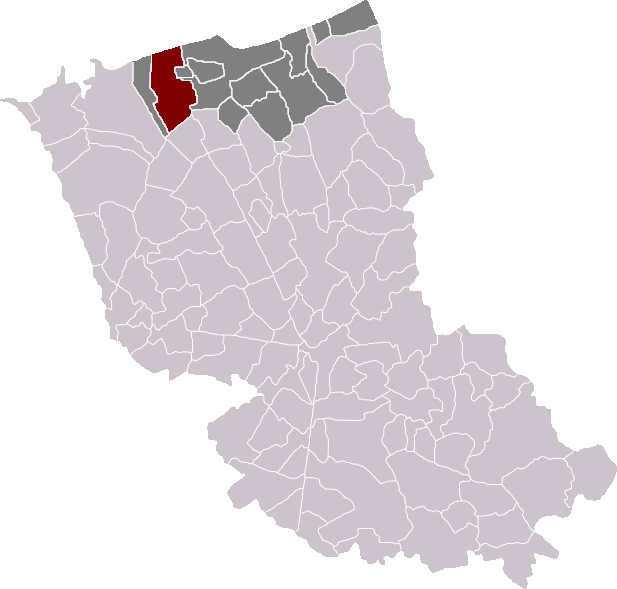
Grande-Synthe en el distrito de Dunkerque.

## Demografía
| 482 | 451 | 512 | 598 | 1 000 | 1 108 | 1 260 | 1 292 | 1 510 | 1 572 | 1 739 | 724 | 753 | 782 | 821 | 887 | 936 |
| Para los censos de 1962 a 1999 la población legal corresponde a la población sin duplicidades (Fuente: INSEE [Consultar]) |     |     |     |       |       |       |       |       |       |       |     |     |     |     |     |     |

| 981 | 1 0 | 1 044 | 1 175 | 1 342 | 1 333 | 1 404 | 916 | 1 551 | 2 875 | 12 559 | 24 250 | 26 231 | 24 362 | 23 247 | 21 200 |
| Para los censos de 1962 a 1999 la población legal corresponde a la población sin duplicidades (Fuente: INSEE [Consultar]) |     |       |       |       |       |       |     |       |       |        |        |        |        |        |        |

## Personalidades
- Remy Vercoutre, futbolista
- Lucas Pouille, tenista